# Villanueva de Cauche
Villanueva de Cauche est une localité de la commune de Antequera située dans la communauté autonome d'Andalousie, dans la province de Malaga, en Espagne. Jusqu'en 2015, c'était le dernier fief féodal d'Europe,.